# 考特妮·希利
考特妮·希利（英語：Courtney Shealy，1977年12月12日—），美国女子游泳运动员。她曾代表美国参加2000年夏季奥林匹克运动会游泳比赛，获得女子4×100米自由泳接力和女子4×100米混合泳接力金牌。